# Banque populaire maroco-centrafricaine
 (décembre 2023).
 (décembre 2023).
La Banque populaire maroco-centrafricaine (BPMC) est une banque filiale du Groupe Banque Centrale Populaire (BCP), implantée en République centrafricaine.

## Histoire
La Banque populaire maroco-centrafricaine a été fondée à la suite d'un protocole d'accord signé entre le Royaume du Maroc et la République centrafricaine en vue de renforcer les liens économiques et financiers entre les deux pays signé le 13 février 1989.
Le groupe marocain BCP participe a la création de la banque aux côtés de l'Etat centrafricain qui fondent la BPMC avec respectivement 62,5% et 37,5% du capital. La BPMC démarre ses activités en 1991 et devient une institution clé dans le paysage bancaire centrafricain. La BCP est rejointe au capital par le groupe BMCE qui prend une part minoritaire du capital (5%).
À la suite d'une rationalisation de ses participations, le groupe BMCE cède ses parts à BCP en 2006. La réglementation bancaire en zone CEMAC obligeant les banques à disposer d'au moins 10 milliards de FCFA (règlement COBAC de 2009) de capital social, le groupe BCP investit à pour porter le capital de sa filiale à ce seuil. Eprouvée par les années d'instabilité ayant eu cours dans le pays entre 2013 et 2016, la banque doit recevoir une nouvelle injection de la part de BCP en 2018. Celle-ci porte le capital social à 15 milliards de FCFA et l'actionnariat du groupe à 75%.